# Podișul Bârladului
Podișul Bârladului reprezintă o subdiviziune a Podișului Moldovei din România. Altitudinea maximă este de 561 m.

## Caracterizare
Tipul de relief cuprinde: cueste, platouri structurale, relief fluviatil , conuri de dejecție, cueste erodate etc.
Prin Podișul Bârladului curg râurile: Bârlad, Crasna, Vaslui, Racova, Tutova, Zeletin, Jijia, Prut, Covurului. Apare stepa și silvostepa, molisoluri, influențe climatice de ariditate, climat secetos, precipitații reduse, bate crivățul.

## Climat
Are în medie între 600-800 mm de precipitații pe an, temperatura medie este de +10 - +8 grade Celsius și este influențat de Crivăț.